# 喬爾諾莫里夫卡
46°39′0″N 33°34′35″E / 46.65000°N 33.57639°E
喬爾諾莫里夫卡（烏克蘭語：Чорноморівка）是位於烏克蘭南部的村莊，由赫爾松州卡霍夫卡區的卡霍夫卡市鎮負責管轄。該村始建於1923年，面積4.46平方公里，海拔高度39米，2001年人口1,111，人口密度每平方公里249人。